# Copa de la Reina de Fútbol 2009
La Copa de la Reina de Fútbol 2009 se desarrolló entre el 24 de mayo y el 21 de junio de 2009. 
El RCD Espanyol se proclamó campeón por cuarta vez en su historia, tras superar al CD Prainsa Zaragoza, que disputó la final por primera vez en su historia. Con este título, el club catalán se convierte en el segundo más laureado del torneo, por detrás del Levante UD.

## Sistema de competición
Como en ediciones anteriores, tomaron parte en el torneo los clubes que finalizaron entre los ocho primeros clasificados de la Superliga 2008/09.
La competición se desarrolló por sistema de eliminación directa, con partidos a doble vuelta, excepto la final, jugada a partido único en terreno neutral.

## Cuadro de resultados
|  | Cuartos de final | Cuartos de final | Cuartos de final |   |                  | Semifinales     | Semifinales     | Semifinales     |  |              | Final       | Final       |  |
|  | 24 - 31 de mayo  | 24 - 31 de mayo  | 24 - 31 de mayo  |   |                  | 7 - 14 de junio | 7 - 14 de junio | 7 - 14 de junio |  |              | 21 de junio | 21 de junio |  |
|  |                  |                  |                  |   |                  |                 |                 |                 |  |              |             |             |  |
|  |                  |                  |                  |   |                  |                 |                 |                 |  |              |             |             |  |
|  | Rayo Vallecano   | 6                | 1                |   |                  |                 |                 |                 |  |              |             |             |  |
|  | Rayo Vallecano   | 6                | 1                |   |                  |                 |                 |                 |  |              |             |             |  |
|  | AD Torrejón      | 1                | 0                |   |                  |                 |                 |                 |  |              |             |             |  |
|  | AD Torrejón      | 1                | 0                |   | Rayo Vallecano   | 4               | 1               |                 |  |              |             |             |  |
|  |                  |                  |                  |   | Rayo Vallecano   | 4               | 1               |                 |  |              |             |             |  |
|  |                  |                  | RCD Espanyol     | 2 | 3                |                 |                 |                 |  |              |             |             |  |
|  | UD Levante       | 2                | RCD Espanyol     | 2 | 3                | 2               |                 |                 |  |              |             |             |  |
|  | UD Levante       | 2                |                  |   |                  |                 |                 |                 |  |              |             |             |  |
|  | RCD Espanyol     | 2                | 3                |   |                  |                 |                 |                 |  |              |             |             |  |
|  | RCD Espanyol     | 2                | 3                |   |                  |                 |                 |                 |  | RCD Espanyol | 5           |             |  |
|  |                  |                  |                  |   |                  |                 |                 |                 |  | RCD Espanyol | 5           |             |  |
|  |                  |                  | Prainsa Zaragoza | 1 |                  |                 |                 |                 |  |              |             |             |  |
|  | Athletic Club    | 2                | Prainsa Zaragoza | 1 | 0                |                 |                 |                 |  |              |             |             |  |
|  | Athletic Club    | 2                |                  |   |                  |                 |                 |                 |  |              |             |             |  |
|  | FC Barcelona     | 1                | 3                |   |                  |                 |                 |                 |  |              |             |             |  |
|  | FC Barcelona     | 1                | 3                |   | Prainsa Zaragoza | 3               | 3               |                 |  |              |             |             |  |
|  |                  |                  |                  |   | Prainsa Zaragoza | 3               | 3               |                 |  |              |             |             |  |
|  |                  |                  | FC Barcelona     | 1 | 1                |                 |                 |                 |  |              |             |             |  |
|  | At. Madrid       | 0                | FC Barcelona     | 1 | 1                | 1               |                 |                 |  |              |             |             |  |
|  | At. Madrid       | 0                |                  |   |                  |                 |                 |                 |  |              |             |             |  |
|  | Prainsa Zaragoza | 2                | 2                |   |                  |                 |                 |                 |  |              |             |             |  |
|  | Prainsa Zaragoza | 2                | 2                |   |                  |                 |                 |                 |  |              |             |             |  |
|  |                  |                  |                  |   |                  |                 |                 |                 |  |              |             |             |  |

## Final
| 21 de junio de 2009, 12:00 (CET) | Prainsa Zaragoza   | 1:5 (1:3) | RCD Espanyol                                         | La Romareda, Zaragoza                                      |                                                            |
|                                  | Mariela Coronel 3' | Reporte   | Silvia Meseguer 12' · Adriana Martín 30' 45' 49' 78' | Asistencia: 8.000 espectadores Árbitro(s): Prieto Iglesias | Asistencia: 8.000 espectadores Árbitro(s): Prieto Iglesias |